# The Boston Strangler
The Boston Strangler (prt: O Estrangulador de Boston; bra: O Homem Que Odiava as Mulheres) é um filme estadunidense de 1968, dos gêneros suspense policial e drama biográfico, dirigido por Richard Fleischer, com roteiro de Edward Anhalt baseado no romance biográfico The Boston Strangler, de Gerold Frank, por sua vez inspirado na história real de Albert DeSalvo.

## Sinopse
Boston está aterrorizada: um serial killer está atacando suas mulheres — já matou treze delas. Investigações levam a polícia a capturar o encanador Albert DeSalvo, mas suas falhas de memória dificultam a apuração dos crimes.

## Elenco
- Tony Curtis ...Albert DeSalvo
- Henry Fonda ...John S. Bottomly
- George Kennedy ... investigador Phil DiNatale
- Mike Kellin ...Julian Soshnick
- Hurd Hatfield ...Terence Huntley
- Murray Hamilton ... sgt. Frank McAfee
- Jeff Corey ...John Asgeirsson
- Sally Kellerman ...Dianne Cluny
- William Marshall ... Edward W. Brooke
- George Voskovec ...Peter Hurkos
- George Furth ...Lyonel Brumley
- Leora Dana ...Mary Bottomly
- Austin Willis ....Dr. Nagy
- Carolyn Conwell ...Irmgard DeSalvo
- Jeanne Cooper ...Cloe
- Richard X. Slattery ... investigador Ed Willis
- William Hickey ...Eugene T. O'Rourke
- James Brolin ... sargento Phil Lisi
- Alex Dreier ...comentarista
- John Cameron Swayze ...narrador de TV
- Elizabeth Baur ...Harriet Fordin
- Carole Shelley ...Dana Banks
- Tim Herbert ...Cedric
- Tom Aldredge ...Harold Lacey
- Alex Rocco ...detetive

## Prêmios e indicações
| Prêmio             | Categoria           | Recipiente  | Resultado |
| ------------------ | ------------------- | ----------- | --------- |
| Globo de Ouro 1969 | Melhor ator - drama | Tony Curtis | Indicado  |